# スヴェリル・インギ・インガソン
スヴェリル・インギ・インガソン（Sverrir Ingi Ingason 、1993年8月5日 - ）は、アイスランド・コーパヴォグル出身のプロサッカー選手。アイスランド代表。ポジションは、ディフェンダー。

## 経歴

### クラブ
4歳からブレイザブリクUBKのアカデミーで育成され、2011年に18歳でプロデビュー。
2014年1月、ノルウェーのバイキングFKに移籍。
2015年2月、ベルギーのスポルティング・ロケレンに移籍。 
2017年1月、グラナダCFに移籍し2020年6月までの契約を結んだ。
2017年6月、FCロストフに移籍。
2019年2月1日、PAOKテッサロニキに3年半契約で移籍した。

### 代表
2014年に代表デビュー。UEFA EURO 2016のメンバーにも選ばれた。

## 代表歴

### 出場大会
- アイスランド代表
  - 2018 FIFAワールドカップ

### 試合数
- 国際Aマッチ 46試合 3得点（2014年-）[5]

| アイスランド代表 | 国際Aマッチ | 国際Aマッチ |
| 年               | 出場        | 得点        |
| ---------------- | ----------- | ----------- |
| 2014             | 1           | 0           |
| 2015             | 2           | 0           |
| 2016             | 6           | 3           |
| 2017             | 7           | 0           |
| 2018             | 10          | 0           |
| 2019             | 3           | 0           |
| 2020             | 7           | 0           |
| 2021             | 3           | 0           |
| 2022             | 1           | 0           |
| 2023             | 6           | 0           |
| 2024             |             |             |
| 通算             | 46          | 3           |

### 得点
2016年11月15日現在
| No. | 開催日         | 会場     | 対戦国     | スコア | 結果 | 試合概要 |
| --- | -------------- | -------- | ---------- | ------ | ---- | -------- |
| 1   | 2016年3月29日  | ピレウス | ギリシャ   | 2–2    | 3–2  | 親善試合 |
| 2   | 2016年6月1日   | オスロ   | ノルウェー | 1–1    | 2–3  | 親善試合 |
| 3   | 2016年11月15日 | タカリ   | マルタ     | 2–0    | 2–0  | 親善試合 |

## タイトル
PAOK
- ギリシャ・スーパーリーグ:2018-19
- キペロ・エラーダス:2018-19, 2020-21